# Miarka, la fille à l'ourse (film, 1937)
Pour les articles homonymes, voir Miarka, la fille à l'ourse.
Pour plus de détails, voir Fiche technique et Distribution.
Miarka, la fille à l'ours  est un film français réalisé par Jean Choux, d'après le roman éponyme et la pièce de théâtre de Jean Richepin.

## Fiche technique
- Réalisation : Jean Choux
- Scénario : Jean Choux d'après le roman et la pièce de théâtre de Jean Richepin
- Dialoguiste : Fernand Crommelynck
- Photographie : Nicolas Hayer
- Musique : Arthur Honegger, Tibor Harsanyi, Francis Poulenc
- Montage : Charlotte Guilbert
- Société de production : S.B. Films (Paris)
- Pays d'origine :  France
- Format :  Son mono  - Noir et blanc - 35 mm  - 1,37:1
- Genre : Drame
- Durée : 102 minutes
- Date de sortie : France, 29 décembre 1937

## Distribution
- Rama-Tahé : Miarka
- Marcel Dalio : le maire
- Suzanne Desprès : Sara
- José Noguero : Luigi
- Carmencita Vallejo : Miarka enfant
- Jeanne Fusier-Gir :la gouvernante
- Elmire Vautier : la sœur de l'innocent
- Nutzi Ipceanu : une gitane
- Marcel Vallée : le maître d'école
- Roger Legris : l'innocent
- Jean Toulout : le garde-champêtre
- Félix Oudart : le curé
- Freddie Bernard : Luigi enfant
- Arthur Devère
- Noël Roquevert